# SMS Weihe
SMS Weihe (SM Tb 28) – austro-węgierski torpedowiec z końca XIX wieku, jedna z 22 jednostek typu Schichau. Okręt został zwodowany w 1889 roku w stoczni Stabilimento Tecnico Triestino w Trieście i w tym samym roku wszedł do służby w Kaiserliche und Königliche Kriegsmarine. W 1910 roku nazwę jednostki zmieniono na oznaczenie numeryczne 28. Okręt został wycofany ze służby 19 listopada 1911 roku, po czym pełnił rolę tendra w bazie morskiej w Kotorze, a następnie został złomowany.

## Projekt i budowa
SMS „Weihe” był jednym z dwudziestu dwóch przybrzeżnych torpedowców typu Schichau.
Okręt zbudowany został w stoczni STT w Trieście. Torpedowiec został zwodowany w 1889 roku i w tym samym roku przyjęto go do służby w Kaiserliche und Königliche Kriegsmarine. Jednostka otrzymała nazwę drapieżnego ptaka – circusa (niem. Weihen).

## Dane taktyczno-techniczne

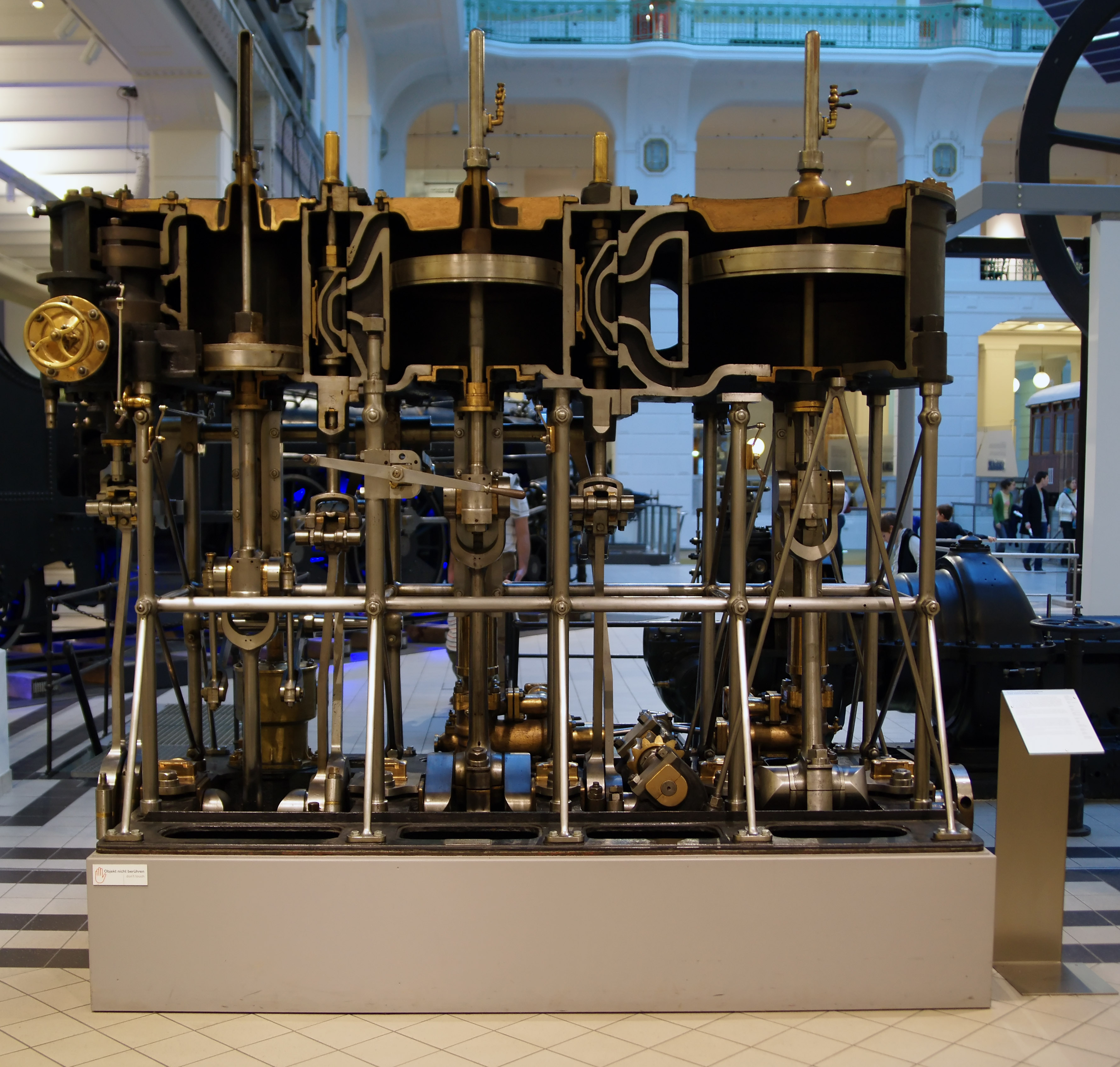
Przekrój maszyny parowej torpedowca „Weihe”, wystawiony w Muzeum Techniki w Wiedniu.

Okręt był niewielkim, przybrzeżnym torpedowcem. Długość całkowita wynosiła 39,9 metra (tyle samo na konstrukcyjnej linii wodnej i 39 metrów między pionami), szerokość 4,8 metra i zanurzenie 1,9 metra (maksymalne 2,1 metra). Wyporność standardowa wynosiła 78 ton, zaś pełna 93 tony. Okręt napędzany był przez maszynę parową potrójnego rozprężania o mocy 1000 KM, do której parę dostarczał początkowo jeden kocioł lokomotywowy. Jednośrubowy układ napędowy pozwalał osiągnąć prędkość 19 węzłów. Okręt zabierał zapas 19 ton węgla, co zapewniało zasięg wynoszący 1200 Mm przy prędkości 10 węzłów (lub 350 Mm przy prędkości maksymalnej).
Okręt wyposażony był w dwie wyrzutnie torped kalibru 350 mm: stałą na dziobie i obrotową na pokładzie. Uzbrojenie artyleryjskie stanowiły dwa pojedyncze działka pokładowe kal. 37 mm L/23 Hotchkiss. Wyposażenie uzupełniał reflektor o średnicy 30 cm.
Załoga okrętu składała się z 16 oficerów, podoficerów i marynarzy.

## Służba
W pierwszym dziesięcioleciu XX wieku na okręcie dokonano modernizacji układu napędowego: kocioł lokomotywowy został zastąpiony dwoma kotłami typu Yarrow o ciśnieniu 13 atm, opalanymi mazutem (od tego momentu jednostka miała dwa kominy). 30 stycznia 1910 roku na podstawie zarządzenia o normalizacji nazw „Weihe” utracił swą nazwę, zastąpioną numerem 28. Okręt wycofano ze służby jako torpedowiec 19 listopada 1911 roku. Od 15 lipca 1912 roku jednostka pełniła funkcję tendra nr 28, podlegając Dowództwu Odcinka Obrony bazy morskiej w Kotorze, a następnie została złomowana.

## Zachowane elementy
W Muzeum Techniki w Wiedniu eksponowana jest maszyna parowa torpedowca, prezentowana w formie częściowego przekroju.